# Oelama

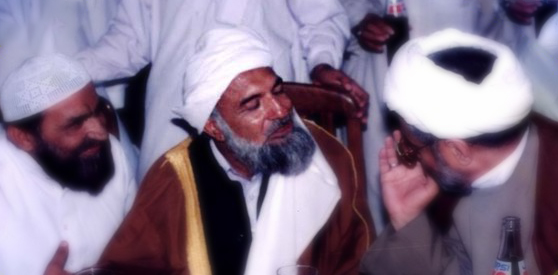
Islamitische geleerden in discussie

Een oelama (Arabisch: علماء, vertaald 'geleerden')  is een islamitische geleerde. De oelama's hebben zich verdiept in de islamitische kennis, zoals de sharia, de Hadith en de fikh.
Het woord oelama is in het Arabisch meervoud, het enkelvoud is in het Arabisch alim (عالِم). Volgens het Groene Boekje is in het Nederlands oelama/oelema enkelvoud en oelama's/oelema's meervoud. Islamitische geleerden staan onder verschillende namen bekend. Zo worden ze soms alim genoemd, maar soms ook sjeik of moellah.
Meestal, maar niet altijd, zijn de oelama's verbonden aan een rechtsschool, zoals binnen de soennitische islam de hanbalische school, de hanafitische school, de malikitische school of de sjafitische school en binnen de sjiitische islam de jafarische school.
De oelama's zien zichzelf als het geweten van de oemma. Hoewel in de 20e eeuw de invloed van de oelama's over het algemeen afnam, bleven Saoedi-Arabië en Iran onder de invloedssfeer van de oelama's.

## Opleiding
De opleidingen tot islamitisch geleerde vinden tegenwoordig plaats op islamitische universiteiten. De bekendste universiteiten die studenten tot islamitisch geleerden opleiden zijn de Al-Azhar-universiteit in Caïro in Egypte en de Islamitische universiteit van Medina in Saoedi-Arabië.